# Thich Nhat Hanh
Thich Nhất Hạnh (født 11. oktober 1926, død 21. januar 2022) var en vietnamesisk buddhistisk munk, lærer, forfatter, digter og fredsaktivist.
Som 16-årig blev han optaget i et zenkloster, hvor han modtog undervisning, hvilket gjorde ham til munk i 1949. I 1960 oprettede han i en Saigon en humanitær organisation, der arbejdede med at genopbygge udbombede landsbyer, etablere skoler og lægehuse samt skaffe nye hjem til familier, der var blevet hjemløse under Vietnamkrigen. I den forbindelse drog han til USA for at give foredrag og påvirke den amerikanske regering til at trække sig ud af Vietnam. Han fik kontakt til Martin Luther King, der indstillede Hanh til Nobels fredspris.
Gennem årene havde Hạnh stor indflydelse på udviklingen af den vestlige udgave af buddhismen. I de senere år boede han i Sydfrankrig, hvorfra han udbredte sin lære gennem en lang række foredrag, ligesom han skrev omkring 100 bøger.